# Condado de Custer (Montana)
O Condado de Custer é um dos 56 condados do estado norte-americano de Montana. A sede de condado é Miles City, que é também a sua maior cidade. O condado tem uma área de 9824 km² (dos quais 26 km² estão cobertos por água), uma população de 11 696 habitantes, e uma densidade populacional de 1,1 hab/km² (segundo o censo nacional de 2000). O condado foi fundado em 1882 e o seu nome é uma homenagem a George Armstrong Custer (1839-1876), general do Exército dos Estados Unidos morto na Batalha de Little Bighorn.

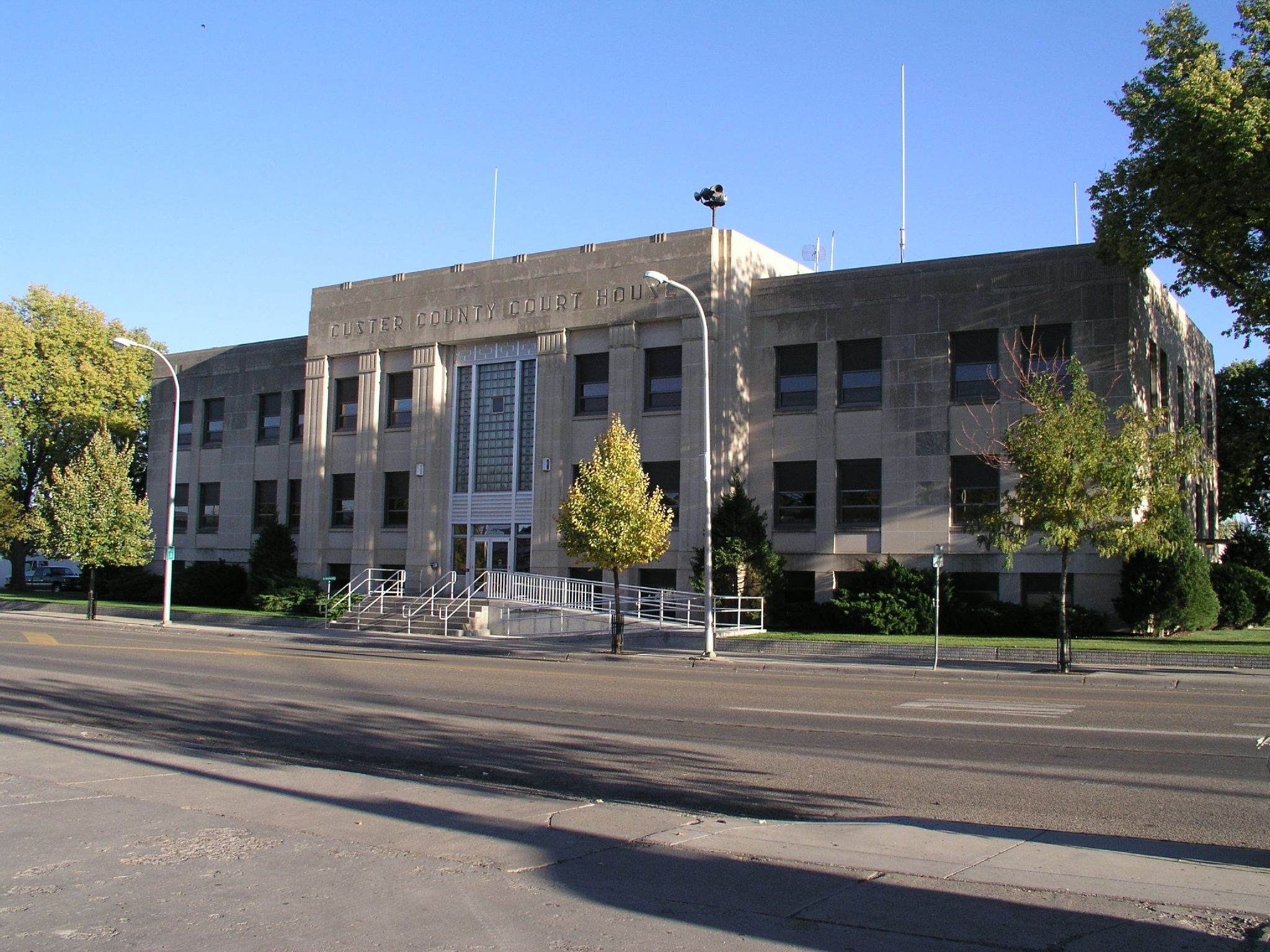
Tribunal do condado de Custer em Miles City, Montana